# Cantonul Seiches-sur-le-Loir
Cantonul Seiches-sur-le-Loir este un canton din arondismentul Angers, departamentul Maine-et-Loire, regiunea Pays de la Loire, Franța.

## Comune
- Bauné
- Beauvau
- La Chapelle-Saint-Laud
- Chaumont-d'Anjou
- Cornillé-les-Caves
- Corzé
- Fontaine-Milon
- Jarzé
- Lézigné
- Lué-en-Baugeois
- Marcé
- Seiches-sur-le-Loir (reședință)
- Sermaise